# Diachrysia generosa
Diachrysia generosa är en fjärilsart som beskrevs av Otto Staudinger 1900. Diachrysia generosa ingår i släktet Diachrysia och familjen nattflyn. Inga underarter finns listade i Catalogue of Life.